# Oïmiakon
Oïmiakon (en russe : Оймякон ; en iakoute : Өймөкөөн, Öymököön) est un village de la république de Sakha (Iakoutie), en Russie. Sa population s'élevait à 512 habitants en 2012.

## Étymologie
Oïmiakon est nommé d'après la rivière d'Oïmiakon, dont le nom serait venu du mot évène kheium, qui veut dire « étendue non gelée d'eau, lieu ou les poissons passent l'hiver ». Cependant, d'autres sources affirment que kheium signifie au contraire « lac gelé ».

## Géographie

### Localisation
Oïmiakon est situé en Sibérie orientale, le long du fleuve Indiguirka, près du lac Labynkyr, à 659 km au sud-est de Verkhoïansk, à 702 km à l'est-nord-est de Iakoutsk et à 5 334 km à l'est de Moscou. Le village se situe à une altitude d'environ 750 mètres, et non loin du cercle polaire. La durée des journées varie de 3 heures en décembre à 21 heures en juin.

### Climat

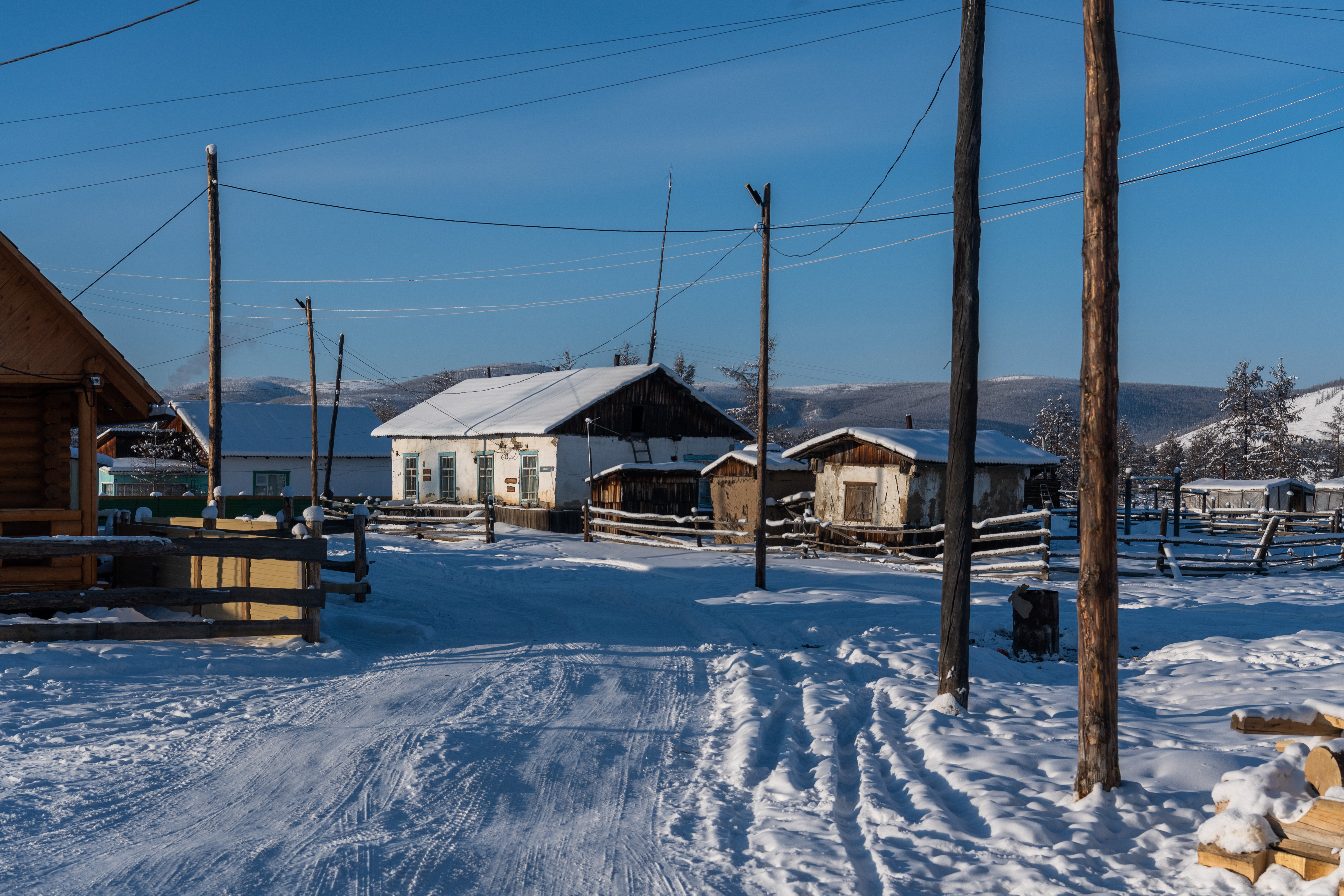
Maison à Oïmiakon.

Le climat, déjà extrêmement continental et froid dans la région, l'est encore plus à cause de la situation du village dans une vallée entre deux chaînes de montagnes qui y retiennent un air glacé et dense. Oïmiakon est classifié d'un climat subarctique extrême, selon la classification de Köppen. Le sol d'Oïmiakon est gelé en permanence (pergélisol). Dans son livre sur les conditions de vie en climats extrêmes, Nick Middleton (en), un géographe d'Oxford, relate sa visite à Oïmiakon et décrit les moyens utilisés par les villageois pour vivre au quotidien dans des températures aussi basses.
- Température record la plus froide : −67,8 °C (6 février 1933[5]), soit le record pour l'Asie et l'hémisphère nord (hors Groenland) ;
- Température record la plus chaude : 34,6 °C (juillet 2010) ;
- Nombre moyen de jours avec de la neige dans l'année : 127 ;
- Nombre moyen de jours de pluie dans l'année : 54 ;
- Nombre moyen de jours avec de l'orage dans l'année : 10 ;
- Nombre moyen de jours avec tempête de neige dans l'année : 1 ;
- Nombre moyen de jours avec présence de neige au sol dans l'année : 213.

| Mois                                        | jan.       | fév.                   | mars       | avril      | mai        | juin      | jui.      | août       | sep.       | oct.       | nov.       | déc.       | année          |
| ------------------------------------------- | ---------- | ---------------------- | ---------- | ---------- | ---------- | --------- | --------- | ---------- | ---------- | ---------- | ---------- | ---------- | -------------- |
| Température minimale moyenne (°C)           | −49,3      | −47,6                  | −39,2      | −22,9      | −3,5       | 4,4       | 6,9       | 3,2        | −3,3       | −19,2      | −38,8      | −48,3      | −21,9          |
| Température moyenne (°C)                    | −45,7      | −42,2                  | −30,2      | −12,7      | 3,5        | 12,7      | 15,3      | 10,8       | 2,5        | −13,8      | −34,4      | −45        | −14,9          |
| Température maximale moyenne (°C)           | −42,1      | −35,8                  | −19,8      | −3         | 9,7        | 20        | 23        | 18,5       | 9,1        | −8,3       | −30,2      | −41,9      | −8,4           |
| Record de froid (°C) date du record         | −65,4 1973 | −67,8 1933 (Selon OMM) | −60,6 1951 | −46,4 1950 | −28,9 1946 | −9,7 2003 | −9,3 1966 | −17,1 1968 | −25,3 1955 | −47,6 1952 | −58,5 1960 | −62,8 1984 | −67,8 6/2/1933 |
| Record de chaleur (°C) date du record       | −16,6 1980 | −12,5 2014             | 3,8 2023   | 11,7 1984  | 26,2 1971  | 31,7 2023 | 34,6 2010 | 33,1 2011  | 23,7 2000  | 11 1954    | −2,1 1968  | −6 1980    | 34,6 28/7/2010 |
| Ensoleillement (h)                          | 28         | 118                    | 244        | 284        | 282        | 304       | 298       | 236        | 151        | 113        | 58         | 13         | 2 129          |
| Précipitations (mm)                         | 6          | 7                      | 5          | 5          | 15         | 39        | 46        | 38         | 24         | 13         | 13         | 7          | 218            |
| dont neige (cm)                             | 24         | 28                     | 30         | 24         | 3          | 0         | 0         | 0          | 0          | 6          | 15         | 20         | 130            |
| Record de pluie en 24 h (mm) date du record | 6 1974     | 12 2014                | 6 2018     | 17 1952    | 16 2021    | 35 2001   | 39 1979   | 32 2012    | 32 2011    | 17 1952    | 11 1946    | 15 1955    | 39 1979        |
| Nombre de jours avec précipitations         | 0          | 0                      | 0,03       | 0,4        | 10         | 17        | 17        | 18         | 13         | 1          | 0          | 0          | 76             |
| Humidité relative (%)                       | 75         | 74                     | 72         | 68         | 60         | 59        | 65        | 70         | 73         | 79         | 77         | 74         | 71             |
| Nombre de jours avec neige                  | 23         | 23                     | 16         | 10         | 9          | 1         | 0,2       | 0,3        | 9          | 21         | 23         | 20         | 156            |
| Nombre de jours d'orage                     | 0          | 0                      | 0          | 0          | 0,4        | 4         | 5         | 1          | 0,1        | 0          | 0          | 0          | 11             |
| Nombre de jours avec brouillard             | 1          | 0,1                    | 0,03       | 0,2        | 1          | 3         | 5         | 7          | 4          | 1          | 0,3        | 2          | 25             |

| Diagramme climatique                                  |             |             |          |           |         |         |           |           |             |              |             |
| J                                                     | F           | M           | A        | M         | J       | J       | A         | S         | O           | N            | D           |
| −42,1−49,36                                           | −35,8−47,67 | −19,8−39,25 | −3−22,95 | 9,7−3,515 | 204,439 | 236,946 | 18,53,238 | 9,1−3,324 | −8,3−19,213 | −30,2−38,813 | −41,9−48,37 |
| Moyennes : • Temp. maxi et mini °C • Précipitation mm |             |             |          |           |         |         |           |           |             |              |             |

Oïmiakon est célèbre pour disputer à Verkhoïansk le titre de pôle du froid de l'hémisphère nord (hors Groenland) et d'Asie, avec un record à −67,8 °C,.
Le 26 janvier 1926, une température de −71,2 °C y aurait été ressentie, mais cette valeur fut obtenue par Sergueï Obroutchev en extrapolant la température d'une station en altitude vers la vallée (inversion de température), et non grâce à une mesure directe. Cette valeur aurait été la température la plus basse jamais enregistrée dans une zone habitée, ainsi que dans l'hémisphère nord (et plus largement, dans le monde, à l'exception de l'Antarctique) si elle avait été homologuée.
Autre station qui dispute aussi le titre de pôle du froid de l'hémisphère nord : Eismitte, au Groenland, avec une moyenne annuelle de la température (mesurée sur la période du 1er septembre 1930 au 31 août 1931) de −30,0 °C et une moyenne mensuelle du mois le plus froid (février) de −47,2 °C, inférieure donc à celles de Oïmiakon et Verkhoïansk. Mais l'endroit n'est pas habité.

## Histoire
Oïmiakon, halte d'été pour les éleveurs de rennes, ne devient un lieu habité l'hiver que dans les années 1930, dans le cadre de la politique soviétique de sédentarisation des populations sibériennes, à des fins de rationalisation de l'élevage.
Pendant la Seconde guerre mondiale, un aérodrome a été construit à Oïmiakon pour l'« Alaska-Siberian (ALSIB) Air Route », pour permettre la traversée des avions américains « Lend-Lease » jusqu'au Front de l'Est.

## Économie
Les conditions de vie sont extrêmement rudes pour la population de ce village isolé, qui pendant une bonne partie de l'année ne passe jamais plus de quelques minutes à la suite en extérieur, et à laquelle toute culture est impossible. On vit traditionnellement dans la région de l'élevage de rennes et de chevaux, de la chasse, de la pêche, de la cueillette et de l'exploitation de la forêt. La route permet l'acheminement des sources d'énergie extérieures que sont l'essence et le charbon. En raison du froid, les avions n'atterrissent pas à Oïmiakon pendant plusieurs mois de l'année. Le tourisme est embryonnaire, et les ressources minérales dont regorge la Yakoutie sont situées loin, si bien que la population d'Oïmiakon a eu tendance à diminuer après la fin de l'Union soviétique.